# Laksegade (København)
 For alternative betydninger, se Laksegade. (Se også artikler, som begynder med Laksegade)
Laksegade (tidligere benævnt Laxegade) er en gade i Indre By i København, der løber fra Kongens Nytorv i nord og i en bue til Admiralgade i sydvest. Gadens østlige ende løber i dag mellem bygninger, der tidligere var ejet af Danske Bank, mens bygningerne på sydsiden af gadens vestlige ende optages af kontorbygninger til brug for centraladministrationen, blandt andet Socialministeriet.

## Historie
Området omkring den nuværende gade Bremerholm blev oprindelig kaldt Dybet, hvilket også er grunden til at en af gaderne i området stadig hedder Dybensgade. Dybet var i middelalderen åbent vand. I midten af 1500-tallet begyndte man at opfylde Dybet med jord og affald, men Holmens Kanal blev først fyldt op mellem 1858 og 1864. I området blev der opført en række boliger (kaldet boder) for flådens søfolk. Da Christian 4. byggede Nyboder til flådens folk, blev de ældre boder omdøbt til Gammelboder.
Da gaderne i området havde navne som Lakse- og Hummergade, inspirerede det Gustav Esmann til navnet Mayonnaisekvarteret for området. I dag siger man hellere minefeltet.

## "Fanden er løs i Laksegade"
I Laksegade var fanden efter sigende løs i september 1826. Der blev flere gange smidt kartofler, tørv og pindebrænde mod gadens huse og mod forbipasserende. Politiet fandt hverken gerningsmænd eller de steder, tingene blev smidt fra. Den opskræmte befolkning konkluderede, at fanden selv stod bag, og det gav ophav til ordsproget "Fanden er løs i Laksegade".